# Ordovicià
L'Ordovicià és el període geològic que començà fa 485,4 ± 1,9 milions d'anys i s'acabà fa 443,8 ± 1,5 milions d'anys. Es tracta del segon període de l'era del Paleozoic. El seu nom fa referència als ordovics, l'última tribu gal·lesa que se sotmeté als romans, i al fet que les roques utilitzades per descriure el període es troben a l'antic territori dels ordovics al nord de Gal·les.
Segueix el període Cambrià i precedeix el Silurià. L'Ordovicià fou definit per en Charles Lapworth el 1879, per resoldre una disputa entre els seguidors d'Adam Sedgwick i Roderick Murchison, que situaven els mateixos estrats del nord de Gal·les en els períodes Cambrià i Silurià respectivament. En Lapworth, reconeixent que la fauna fòssil present en els estrats en disputa eren diferents tant dels del Cambrià com els del Silurià, es va adonar que havien de ser situats en un període propi.
Mentre que el reconeixement del període Ordovicià fou lent al Regne Unit, altres zones del món el van acceptar ràpidament. Va ser homologat internacionalment el 1906, quan fou adoptat com un període oficial del Paleozoic pel Congrés Geològic Internacional.

## Datació
El període Ordovicià començà amb una extinció massiva menor, causada probablement per una explosió de rajos gamma, fa uns 488 milions d'anys, i va durar uns 45 milions d'anys. Va acabar amb una gran extinció massiva fa uns 444 milions d'anys que va eliminar el 60% dels gèneres marins. Les dates donades són datacions radiomètriques recents i varien lleugerament d'aquelles usades en altres fonts.
Les roques de l'Ordovicià contenen fòssils i grans reserves de petroli i gas en algunes regions del planeta.

## Subdivisions
L'Ordovicià es divideix generalment en:
- Inferior (Tremadocià i Arenigià): la primera etapa de l'Ordovicià correspon al període geològic de fa 488 milions d'anys. La vida als mars es diversifica després de l'onada d'extincions cambrianes; a part dels trilobits, apareixen diferents espècies de coralls i mol·luscs, així com la primera estrella de mar.
- Mitjà (Llanvirnià i Llandeilià).
- Superior (Caradocià i Ashgil·lià).

Els estatges faunístics, en ordre cronològic començant pel més recent, són:
- Hirnantià (Ashgil·lià)
- Rawtheyà (Ashgil·lià)
- Cautleyà (Ashgil·lià)
- Pusgillià (Ashgil·lià)

- Trentonià (Llanvirnià)
- Onnià (Llanvirnià)
- Actonià (Llanvirnià)
- Marshbrookià (Llanvirnià)
- Longvil·lià (Llanvirnià)
- Soundleyà (Llanvirnià)
- Harnagià (Llanvirnià)
- Costonià (Llanvirnià)
- Whiterockià (Llanvirnià)
- Llanvirnià (Llanvirnià)
- Chazy (Llandeilià)
- Llandeilià (Llandeilià)

- Cassinià (Arenigià)
- Arenigià (Arenigià)
- Tremadocià (Tremadocià)

## Paleogeografia
Durant l'Ordovicià, va haver-hi un nivell de mar alt; de fet, durant el Tremadocià, les transgressions marines arreu del món foren les més importants que s'han experimentat mai.
Els continents meridionals estaven agrupats en un únic continent anomenat Gondwana. Gondwana començà el període en una latitud equatorial i, a mesura que el període anava progressant, va derivar cap al pol Sud. Es pensa que l'Ordovicià inferior fou bastant càlid, almenys als tròpics. Com Amèrica del Nord i Europa, Gondwana estava coberta en gran part per mars soms durant aquesta època. Les aigües clares i somes sobre la plataforma continental feien prosperar el creixement d'organismes que dipositen carbonat de calci en llurs closques i parts dures.
Les roques de l'Ordovicià són generalment sedimentàries. A causa de l'àrea restringida de la terra ferma i la seva poca elevació, que limitava l'erosió, els sediments marins que constitueixen una gran part del sistema Ordovicià consisteixen principalment en calcaris. Les argiles i els gresos hi apareixen en menys abundància.
Un episodi major d'orogènesi va ser la fase tacònica, que ja havia començat durant el Cambrià.
Cap al final del període, Gondwana havia arribat a prop del pol i estava glaçada en gran part.

## Biota

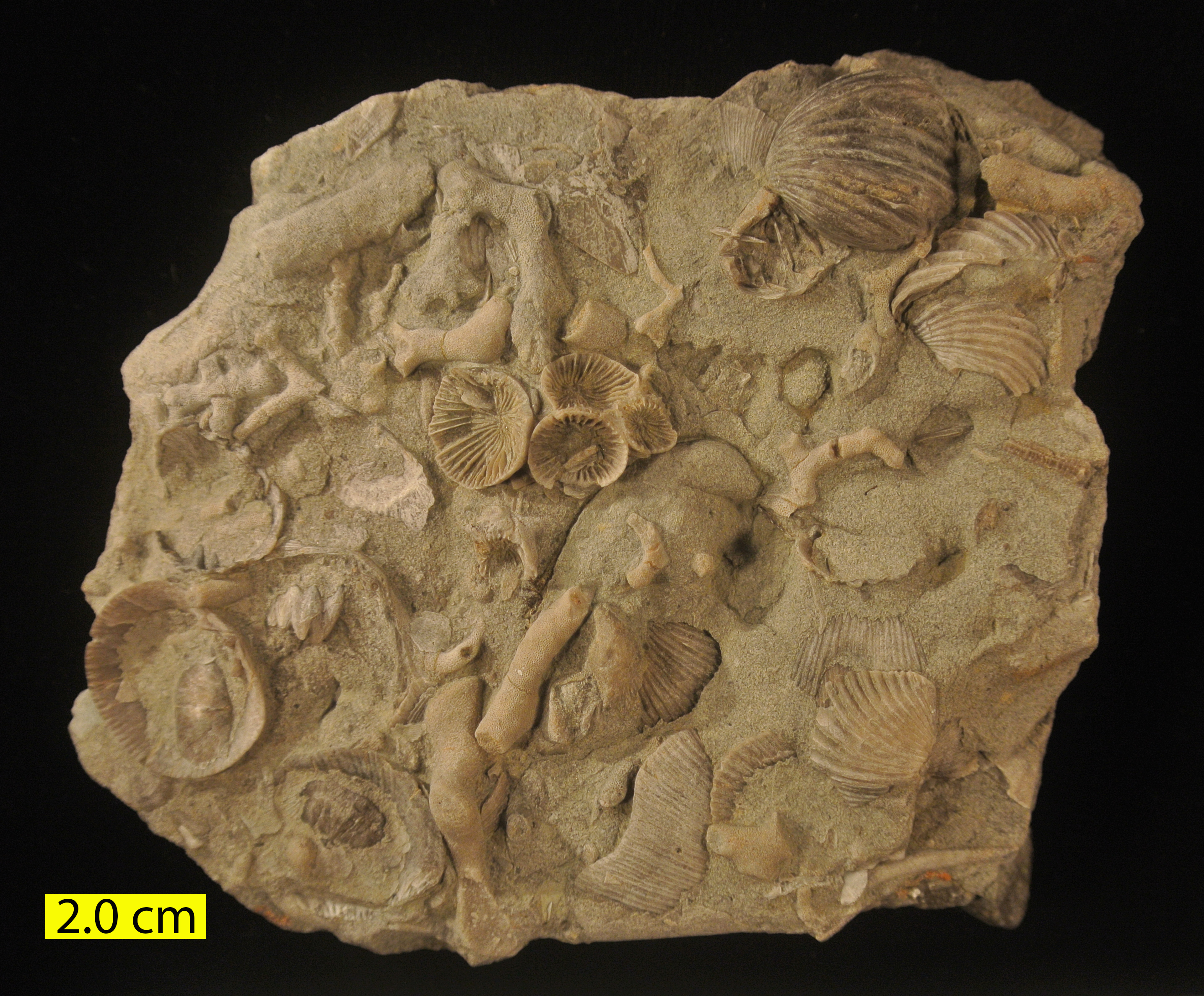
Formació fossilífera de l'Ordovicià

A Nord-amèrica i Europa, l'Ordovicià fou un temps de mars continentals soms rics en vida. Els trilobits i els braquiòpodes en particular eren rics i diversos. Els primers briozous aparegueren en l'Ordovicià, igual que els primers esculls de corall. Els coralls solitaris venen ja del Cambrià. Els mol·luscs, que també havien aparegut durant el Cambrià, van esdevenir comuns i variats, especialment els bivalves, els gastròpodes i els cefalòpodes nautiloïdeus. Abans es pensava que els primers vertebrats autèntics (peixos - ostracoderms) aparegueren en l'Ordovicià, però alguns descobriments recents a la Xina revelen que probablement es van originar a principis del Cambrià. Els graptòlits, animals marins ara extints, prosperaven als oceans. Alguns cistoïdeus i crinoïdeus aparegueren durant aquest període.
Els primers fòssils de plantes terrestres aparegueren en forma de plantes diminutes semblants a les hepàtiques i molses. Hi ha constància dels primers fongs terrestres durant aquest període (Prototaxites)

## Final
L'Ordovicià es va acabar amb un seguit d'extincions massives que, vistes en el seu conjunt, comprenen la segona més gran de les cinc majors extincions massiva de la història de la Terra, pel que fa a percentatge de gèneres que s'hi van extingir. L'únic més gran fou l'episodi d'extinció massiva del límit Permià-Triàsic.
Les extincions van tenir lloc fa aproximadament 444-447 milions d'anys i marquen el límit entre l'Ordovicià i el Silurià. En aquell temps, tots els éssers vius multicel·lulars vivien al mar, i al voltant del 49% dels gèneres de fauna van desaparèixer per sempre; els braquiòpodes i els briozous foren delmats, junt amb moltes de les famílies de trilobits, conodonts i graptòlits.
La teoria més acceptada és que aquests episodis foren desencadenats pel començament d'una llarga època glacial, potser l'època glacial més severa del Fanerozoic, en l'estatge faunístic Hirnantià que acabà les llargues i estables condicions d'hivernacle típiques de l'Ordovicià. L'episodi fou precedit per un descens en el nivell de CO₂ atmosfèric que va afectar selectivament els mars soms on vivien la majoria dels organismes. A mesura que el supercontinent Gondwana derivava sobre el pol Sud, s'hi van formar casquets de glaç a sobre, que s'han detectat en estrats tardans de l'Ordovicià al nord d'Àfrica i a l'Amèrica del Sud, que eren al pol Sud aleshores. La glaciació va congelar l'aigua de l'oceà global, i els períodes interglacials en van augmentar el nivell, que va fer que el nivell del mar augmentés i es reduís; els vastos i poc profunds mars intercontinentals de l'Ordovicià es van retirar, eliminant molts nínxols ecològics, i després van retornar i van portar poblacions fundadores delmades, en què mancaven famílies completes d'organismes. Després, es retiraren un altre cop, amb la següent pulsació de la glaciació, i n'eliminaren la diversitat biològica amb cada canvi.
Les espècies que van sobreviure foren les que pogueren resistir els canvis de condició i van omplir els nínxols ecològics deixats per les extincions.
Al final del segon episodi, els glaciars que es fonien van causar que el nivell del mar augmentés i es tornés a estabilitzar després. El retorn de la diversitat de la vida amb la inundació permanent de les plataformes continentals al principi del Silurià va veure com s'incrementava la biodiversitat dins els ordres que hi van sobreviure.